# Blažkov (powiat Zdziar nad Sazawą)
Blažkov – miejscowość i gmina (obec) w Czechach, w kraju Wysoczyna, w powiecie Zdziar nad Sazawą. W 2022 roku liczyła 276 mieszkańców.